# Filialkirche Feichsen

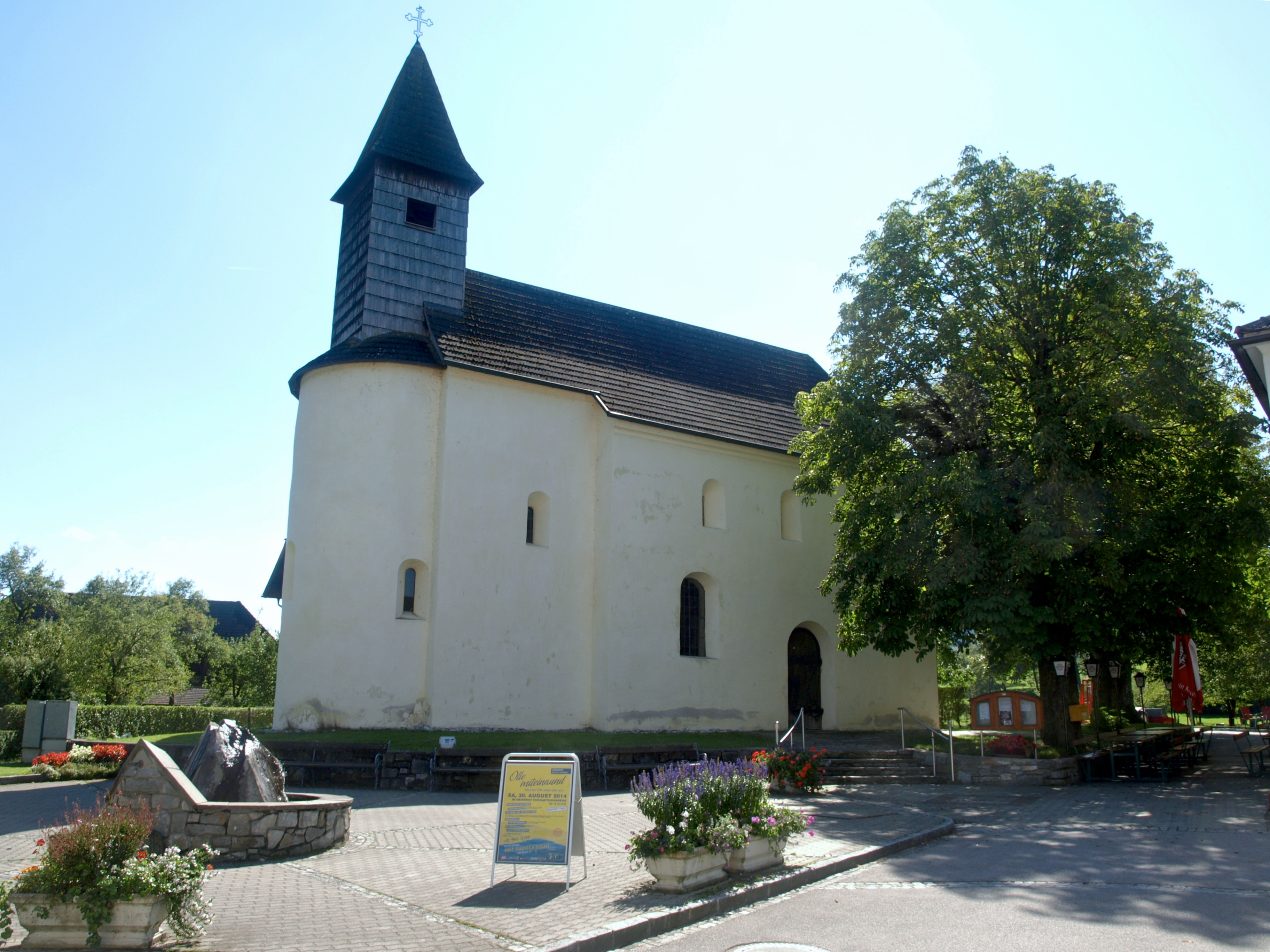
Kath. Filialkirche hl. Nikolaus

Die römisch-katholische Filialkirche Feichsen steht im südlichen Ortsteil Feichsen der Marktgemeinde Purgstall an der Erlauf in Niederösterreich. Die Filialkirche hl. Nikolaus gehört zum Dekanat Scheibbs in der Diözese St. Pölten. Das Kirchengebäude steht unter Denkmalschutz.

## Geschichte
Die Filialkirche gehörte anfangs zur Pfarre Steinakirchen am Forst. Der spätromanische Kirchenbau wurde um 1220 bis 1260 erbaut. Von 1291 bis 1973 stand die Filialkirche in der Verwaltung der Pfarre Reinsberg, wurde jedoch formal in der 2. Hälfte des 18. Jahrhunderts der Pfarre Purgstall zugeordnet. 1752 war ein Kirchenbrand. Mit Architekt Wilhelm Zotti wurde von 1972 bis 1973 die Filialkirche restauriert, die Raumgestaltung verändert und der Dachreiter rekonstruiert.

## Architektur
Kirchenäußeres
Die spätromanische Kirche hat ein Langhaus unter einem Halbwalmdach und einen quadratischen Chor unter einem durchlaufenden Satteldach mit einer stark vortretenden Rundapsis. Die Apsis wird von einem quadratischen schindelverkleideten Dachreiter unter einem steilen Zeltdach bekrönt. Der schlicht verputzte Bau hat hoch liegende rundbogige Schlitzfenster mit Trichtergewänden aus der Bauzeit. Es gibt weitere größere angeglichene Fenster um 1752. Das Langhaus ohne Portal an der Westseite hat im Norden ein 1903/1904 eingesetztes Rundbogenportal mit einem Türbeschlag aus dem 16. Jahrhundert. Die südlich vorgezogene spätmittelalterliche Sakristei unter einem Schleppdach wurde 1903/1904 etwas nach Westen erweitert.
Kircheninneres
Der Langhaussaal erhielt 1972/1973 eine Holzdecke. Der eingezogene Triumphbogen ist durch Gewölbeschub auseinander gedrückt. An den kreuzgratgewölbten Chor schließt die tiefe Rundapsis mit einer Kalottenwölbung an. In der Chorsüdwand hat einen rundbogigen Durchgang mit einem Türbeschlag aus dem 16. Jahrhundert zur Sakristei unter einem Tonnengewölbe.

## Ausstattung
Der Hochaltar ist ein Blockaltar mit einer geschnitzten Kreuzigungsgruppe aus dem 2. Viertel des 17. Jahrhunderts. Die Seitenaltäre aus Altarsteinen zeigen Leinwandbilder, links Maria Immaculata und rechts hl. Josef. Es gibt eine Statue hl. Nikolaus aus der Mitte des 15. Jahrhunderts zwischen zwei Putten aus dem 2. Viertel des 17. Jahrhunderts, eine bemerkenswerte Halbfigur Madonna aus der 1. Hälfte des 18. Jahrhunderts sowie ein ehemaliges Altarblatt hl. Nikolaus mit Trinität aus dem 1. Drittel des 18. Jahrhunderts.